# صدف عسگری
صدف عسگری (زادهٔ ۵ مهر ۱۳۷۶) بازیگر ایرانی است که بیشتر به‌خاطر بازی در فیلم‌های ناپدید شدن، یلدا و دسته دختران شناخته شده‌است. او در جشنواره فیلم ساندنس ۲۰۲۰ برای بازی در فیلم کوتاه امتحان، جایزهٔ بهترین بازیگر زن در یک فیلم کوتاه را دریافت کرده و در سال ۲۰۲۲ در فیلم تا فردا به کارگردانی علی عسگری بازی کرد.

## فیلم‌شناسی
| سال  | عنوان                  | نقش   | کارگردان                 | یادداشت                                                                    |
| ---- | ---------------------- | ----- | ------------------------ | -------------------------------------------------------------------------- |
| ۲۰۱۷ | ناپدید شدن             | سارا  | علی عسگری                | در هفتاد و چهارمین جشنواره بین‌المللی فیلم ونیز به نمایش درآمد              |
| ۲۰۱۸ | روزهای نارنجی          | مریم  | آرش لاهوتی               | در چهل و سومین جشنواره بین‌المللی فیلم تورنتو به نمایش درآمد                |
| ۲۰۱۸ | تأخیر انداختن          |       | علی عسگری                | فیلم کوتاه – نمایش داده شده در سی و دومین جشنواره بین‌المللی فیلم لیدز      |
| ۲۰۱۹ | یلدا، شبی برای بخشش    | مریم  | مسعود بخشی               | در هفتادمین جشنواره بین‌المللی فیلم برلین به نمایش درآمد                    |
| ۲۰۱۹ | امتحان                 |       | سونیا کی حداد            | فیلم کوتاه – در چهل و چهارمین جشنواره بین‌المللی فیلم تورنتو به نمایش درآمد |
| ۲۰۲۰ | مردن در آب مطهر        | رونا  | نوید محمودی              | در بیست و پنجمین جشنواره فیلم بوسان به نمایش درآمد                         |
| ۲۰۲۰ | خط فرضی                |       | فرنوش صمدی               | در چهل و پنجمین جشنواره بین‌المللی فیلم تورنتو به نمایش درآمد               |
| ۲۰۲۱ | خیابان آذر شهر، پلاک ۳ |       | کامبیز صفری              | در هشتمین جشنواره بین‌المللی فیلم جاده ابریشم به نمایش درآمد                |
| ۲۰۲۲ | دسته دختران            | آذر   | منیر قیدی                | در چهلمین دوره جشنواره فیلم فجر به نمایش درآمد                             |
| ۲۰۲۲ | تا فردا                | فرشته | علی عسگری                | در هفتاد و دومین جشنواره بین‌المللی فیلم برلین به نمایش درآمد               |
| ۲۰۲۳ | آیه‌های زمینی           | TBA   | علی عسگری و علیرضا خاتمی | در هفتاد و ششمین جشنواره فیلم کن به نمایش درآمد                            |
| TBA  | تورهای خالی            | TBA   | بهروز کرمی‌زاده           | پس‌تولید                                                                    |

## جوایز و نامزدی‌ها
| جایزه                         | سال  | رده                               | اثر        | نتیجه |
| ----------------------------- | ---- | --------------------------------- | ---------- | ----- |
| جشنواره فیلم فیومیچینو        | ۲۰۱۷ | بهترین بازیگر زن                  | ناپدید شدن | برنده |
| جشنواره فیلم سنگاپور          | ۲۰۱۷ | بهترین اجرا                       | ناپدید شدن | برنده |
| کورتی این کورتایل             | ۲۰۲۰ | بهترین بازیگر زن                  | امتحان     | برنده |
| جشنواره فیلم ساندنس           | ۲۰۲۰ | بهترین بازیگر زن در یک فیلم کوتاه | امتحان     | برنده |
| جشنواره فیلم سینمایی والدارنو | ۲۰۲۰ | بهترین بازیگر زن                  | امتحان     | برنده |
| جشنواره فیلم کوتاه بروسل      | ۲۰۲۱ | بهترین بازیگر زن                  | امتحان     | برنده |
| جشنواره بین‌المللی فیلم اورای  | ۲۰۲۱ | بهترین بازیگر زن                  | امتحان     | برنده |
| جشنواره فیلم ایرانی استرالیا  | ۲۰۲۲ | بهترین بازیگر زن                  | یلدا       | برنده |